# Hesperoptenus doriae
Hesperoptenus doriae (Peters, 1868) è un pipistrello della famiglia dei Vespertilionidi endemico della Malaysia.

## Descrizione

### Dimensioni
Pipistrello di piccole dimensioni, con la lunghezza dell'avambraccio tra 38 e 41 mm, la lunghezza della coda di 40 mm, la lunghezza delle orecchie di 15 mm.

### Aspetto
La pelliccia è lucida e lanuginosa. Il colore generale del corpo è bruno-nerastro. Il muso è corto, appuntito, con le narici che si aprono lateralmente, separate da un solco superficiale. Una grossa verruca fornita di una vibrissa è presente all'angolo anteriore di ogni occhio. Sul labbro inferiore è presente un piccolo cuscinetto carnoso. Le orecchie sono larghe e ben separate tra loro, triangolari, membranose, con l'estremità arrotondata e ricoperte sul dorso di una fitta peluria.  Il trago è corto, con l'estremità arrotondata, piegata quasi orizzontalmente in avanti e una proiezione alla base del margine posteriore. L'antitrago è ben sviluppato, semi-circolare, carnoso e si estende quasi fino all'angolo interno della bocca. Le membrane alari sono bruno-nerastre. La coda è lunga ed inclusa completamente nell'ampio uropatagio. Il calcar è leggermente carenato.

## Biologia

### Comportamento
Si rifugia in piccoli gruppi con meno di 5 individui tra le fronde di palme.

### Alimentazione
Si nutre di insetti.

## Distribuzione e habitat
Questa specie è conosciuta nella parte centrale della Penisola malese e nello stato malese di Sarawak, nel Borneo occidentale.
Vive nelle foreste di pianura in prossimità di corsi d'acqua.

## Conservazione
La IUCN Red List, considerato che questa specie è conosciuta soltanto da pochi esemplari e ci sono poche informazioni circa il suo areale, lo stato della popolazione , l'ecologia e le eventuali minacce, classifica H.doriae come specie con dati insufficienti (DD).